# Mohamed Bouhalla
Mohamed Bouhalla, né le 25 juillet 1962, est un athlète algérien, spécialiste de la marche athlétique.

## Biographie
Il remporte à deux reprises, en 1988 et 1989, le titre du 20 km marche des champions d'Afrique d'athlétisme
Il se classe 34e des Jeux olympiques de 1988.

### Palmarès
| Date | Compétition            | Lieu   | Résultat | Épreuve      | Performance     |
| ---- | ---------------------- | ------ | -------- | ------------ | --------------- |
| 1988 | Championnats d'Afrique | Annaba | 1er      | 20 km marche | 1 h 27 min 43   |
| 1988 | Jeux olympiques        | Séoul  | 34e      | 20 km marche | 1 h 27 min 10 s |
| 1989 | Championnats d'Afrique | Lagos  | 1er      | 20 km marche | 1 h 30 min 43   |

### Records
| Épreuve      | Performance     | Lieu  | Date              |
| ------------ | --------------- | ----- | ----------------- |
| 20 km marche | 1 h 27 min 10 s | Séoul | 23 septembre 1988 |